# Wilhelm von Hanno
Andreas Friedrich Wilhelm von Hanno (15 de diciembre de 1826, Hamburgo - 12 de diciembre de 1882, Cristiania) fue un arquitecto, escultor, pintor y diseñador gráfico, alemán de nacimiento, famoso por su trabajo en Noruega.

## Carrera

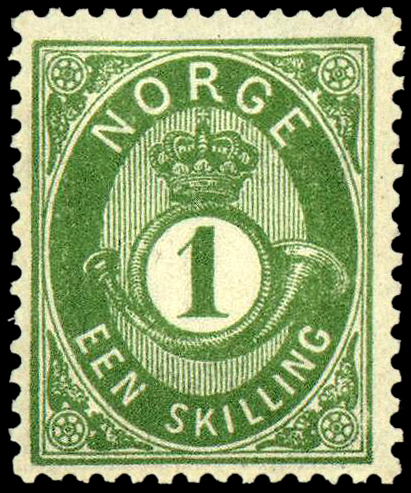
Sello del "Cuerno postal" - 1872

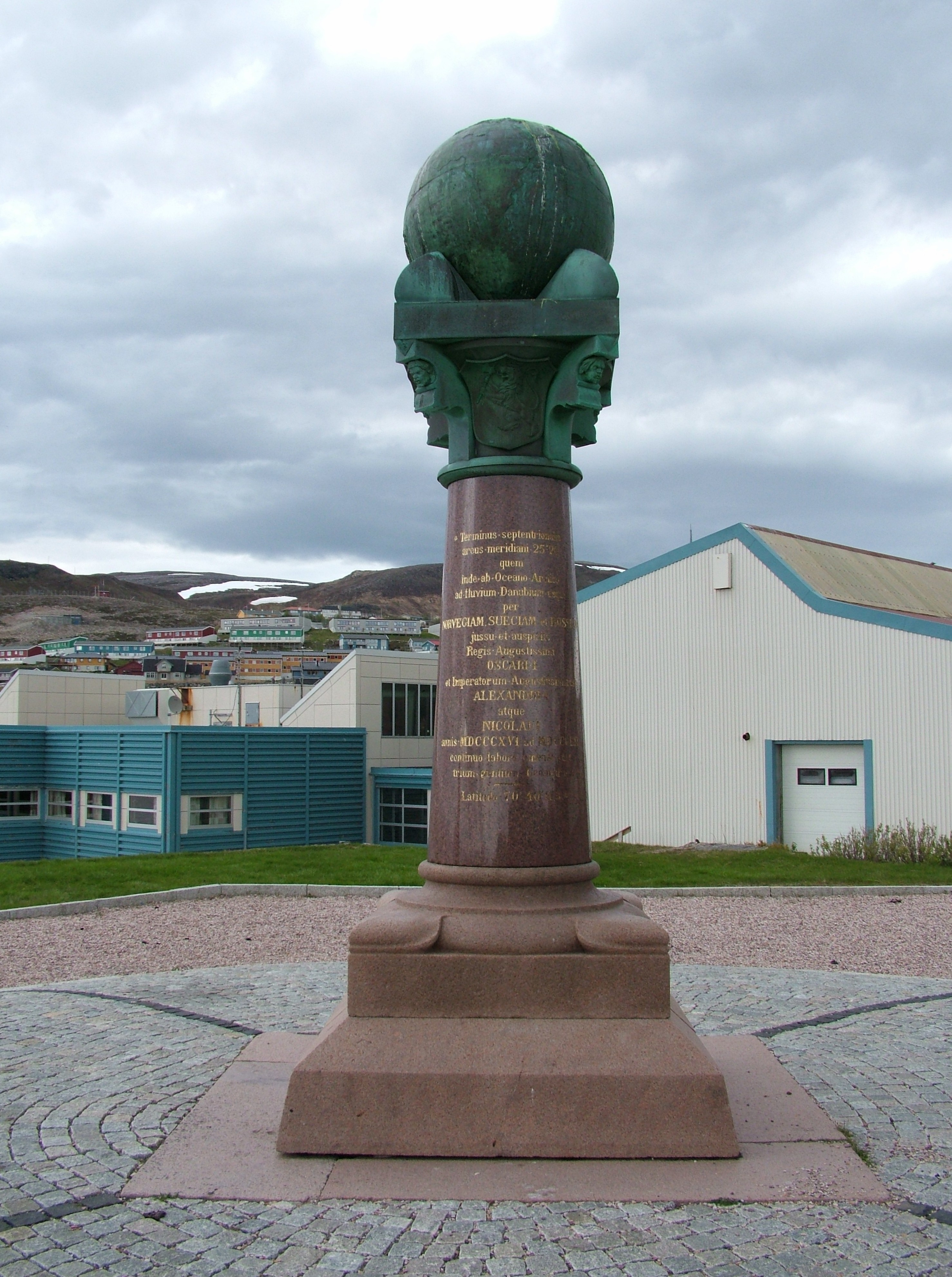
Columna del meridiano más al norte del Arco Geodésico de Struve en la localidad noruega de Fuglenes.

Wilhelm von Hanno se formó primero como artista gráfico, escultor y arquitecto en la "Sociedad de Hamburgo para la promoción de las artes y oficios artísticos". De particular importancia fue su formación con el arquitecto Alexis de Châteauneuf de 1843 a 1848 y su primera asignación en la iglesia principal de San Petri en Hamburgo. A partir de 1850, William von Hanno viajó con Chateauneuf por primera vez como supervisor de construcción a Christiania . Cuando Alexis de Chateauneuf enfermó, continuó sus proyectos como arquitecto y se mantuvo por el resto de su vida en Noruega . Allí construyó una serie de importantes edificios y monumentos de Cristianía (actual Oslo), muchos en colaboración con Heinrich Ernst Schirmer. Diseñó el famoso sello noruego del "Cuerno postal" , la serie de sellos en circulación continua más antigua del mundo, en activo desde 1872.

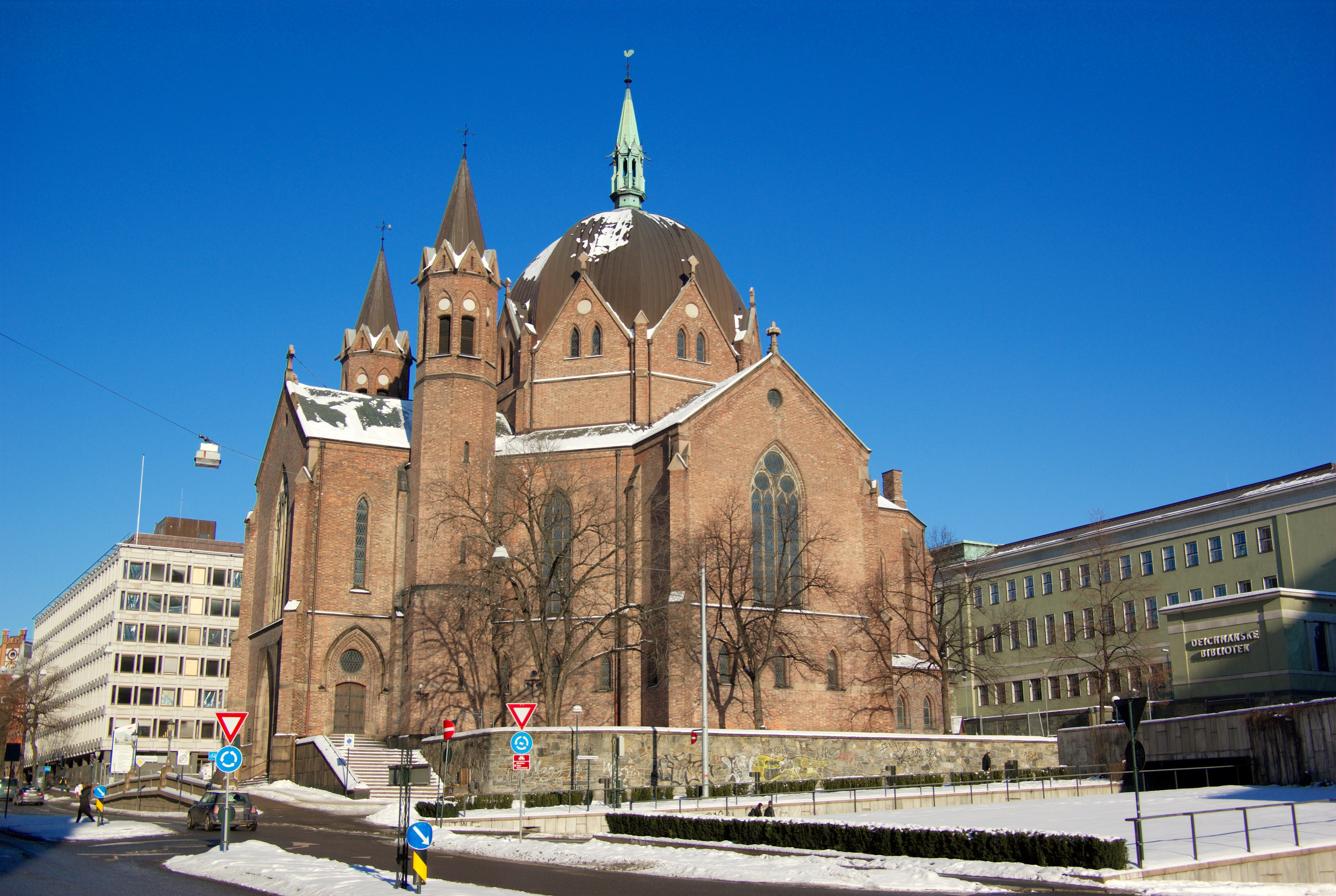
Iglesia de la Trinidad, iniciada junto a Alexis de Châteauneuf

## Arco geodésico de Struve
Wilhelm von Hanno fue el diseñador en 1854 de los hitos que señalan el Arco Geodésico de Struve del meridiano en Hammerfest en el distrito Fuglenes (terminado 1856), en las primeras actividades de la Geodesia moderna. Hoy en día, la columna del Meridiano en Hammerfest es un símbolo de la ciudad más septentrional de Noruega, y el extremo más septentrional de arco internacional del meridiano de esta larga red geodésica de puntos de medición. El monumento fue incluido en 2005 junto con el arco geodésico de Struve en la lista de Patrimonio de la Humanidad. El Arco de Struve que se extiende desde Hammerfest al Mar Negro , fue medido de 1816 a 1855 por el astrónomo alemán Wilhelm von Struve (1793-1864). 

## Trabajos con Heinrich Ernst Schirmer

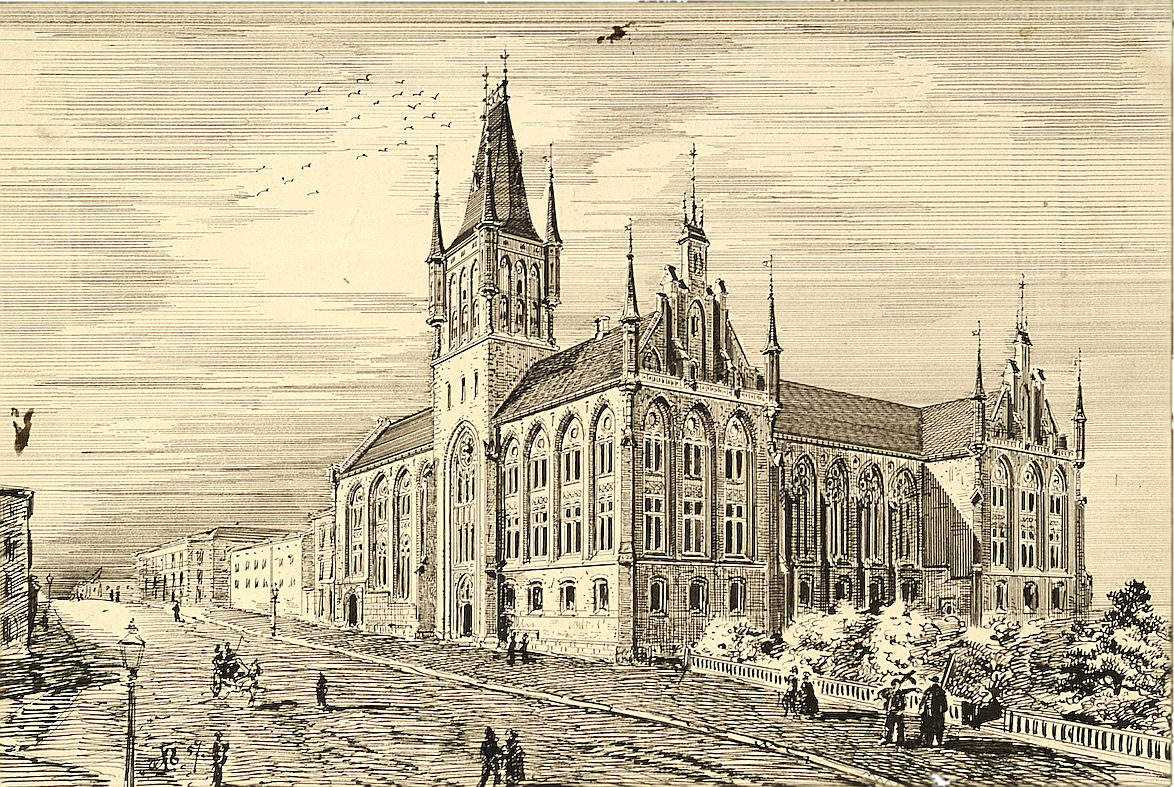
La propuesta de Heinrich Ernst Schirmer y Wilhelm von Hanno para construir el nuevo Edificio del Parlamento ganó el concurso de 1856. Pero fue finalmente rechazada por los miembros del Parlamento de Noruega

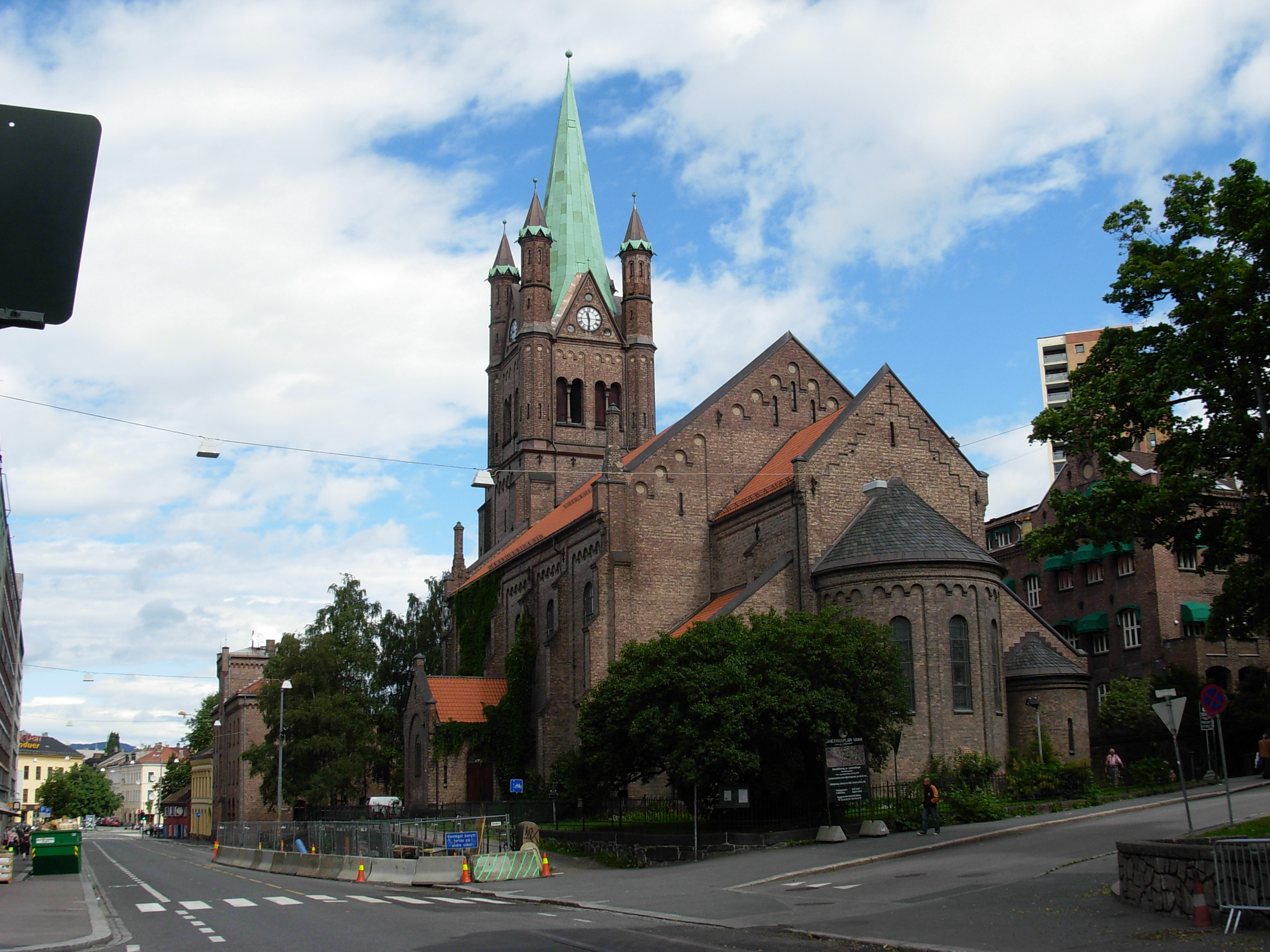
Iglesia Grønland en Oslo, construida en 1868

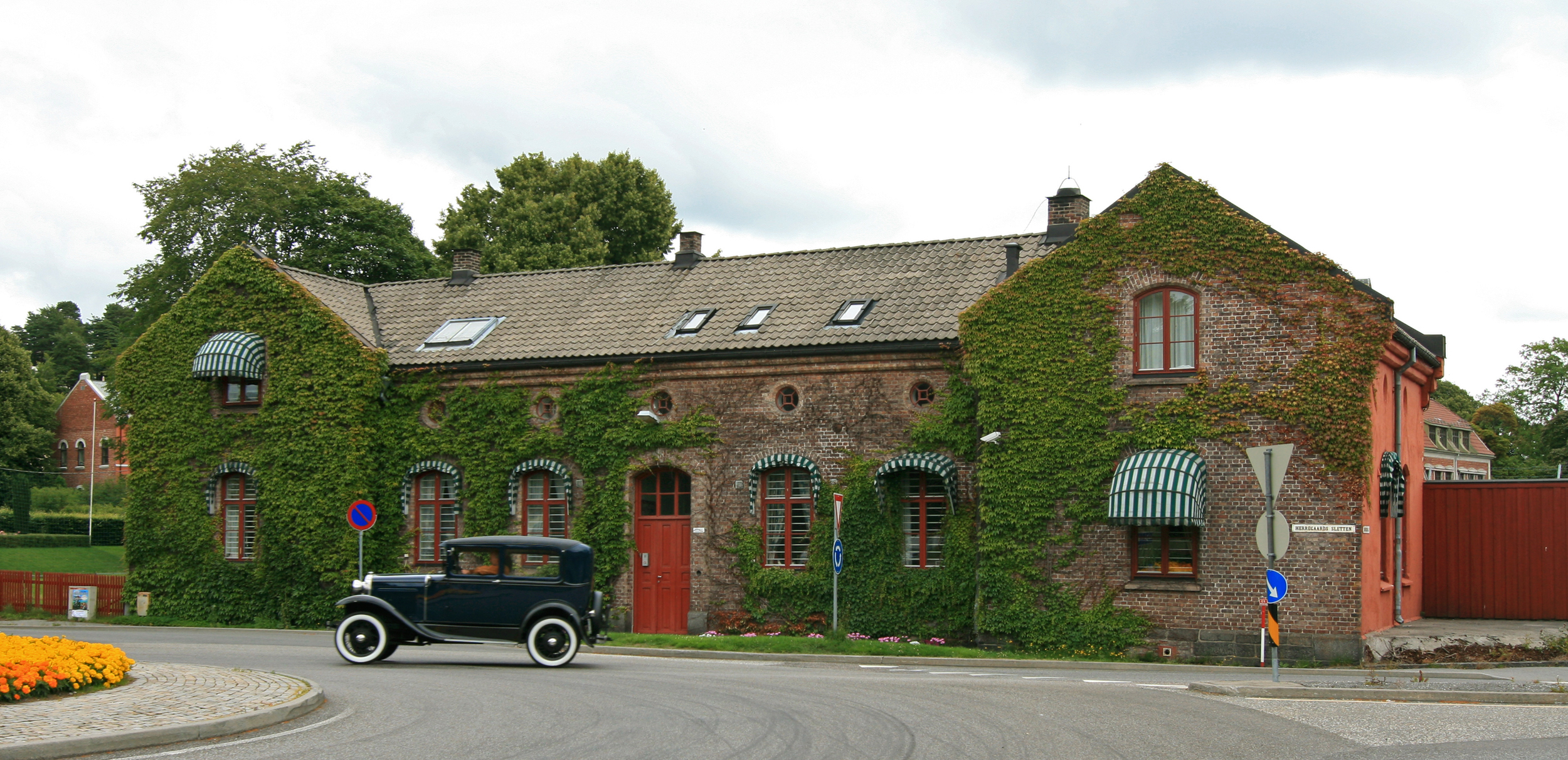
Prisión de Larvik
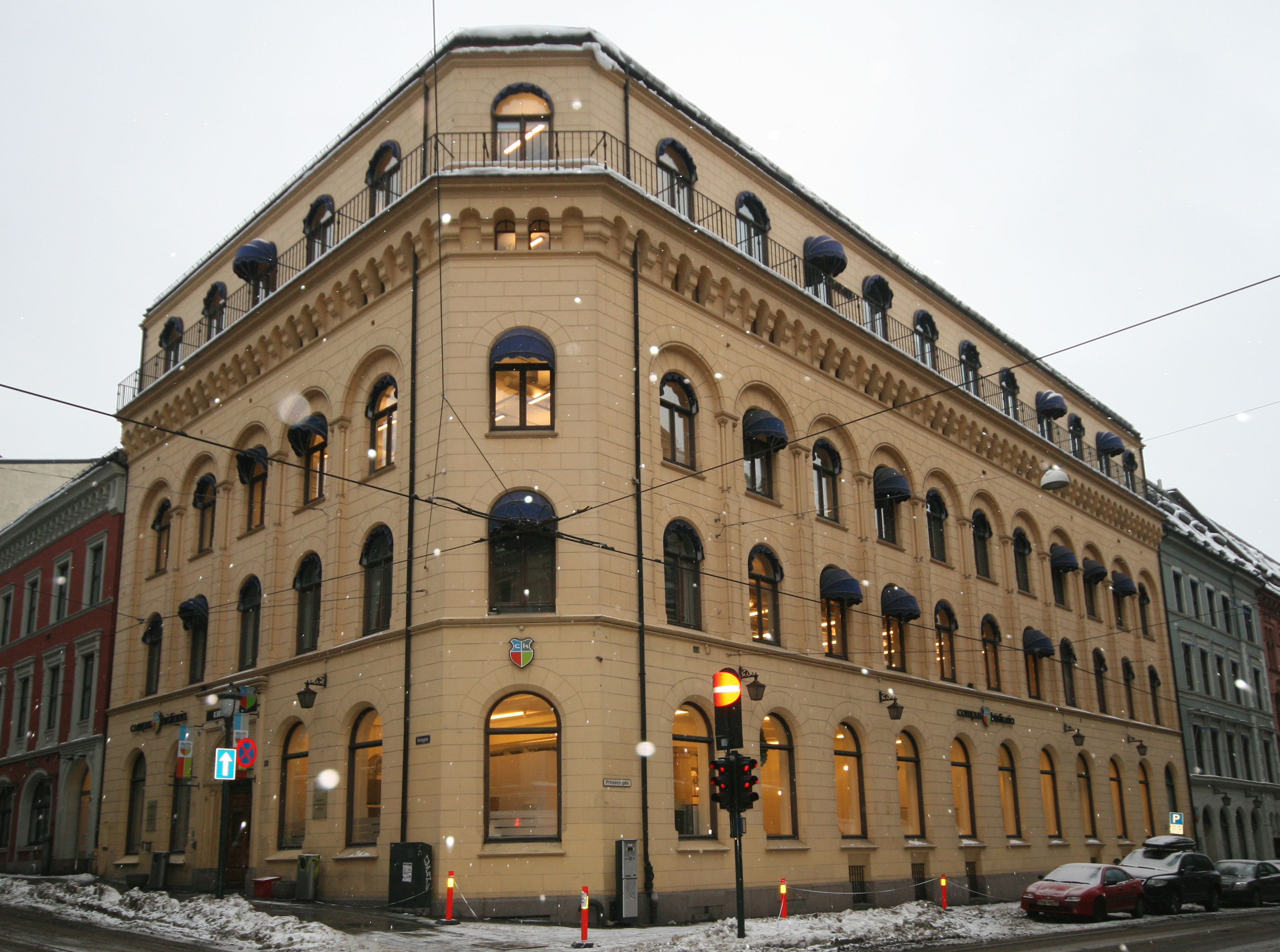
Kirkegata 24 Oslo.
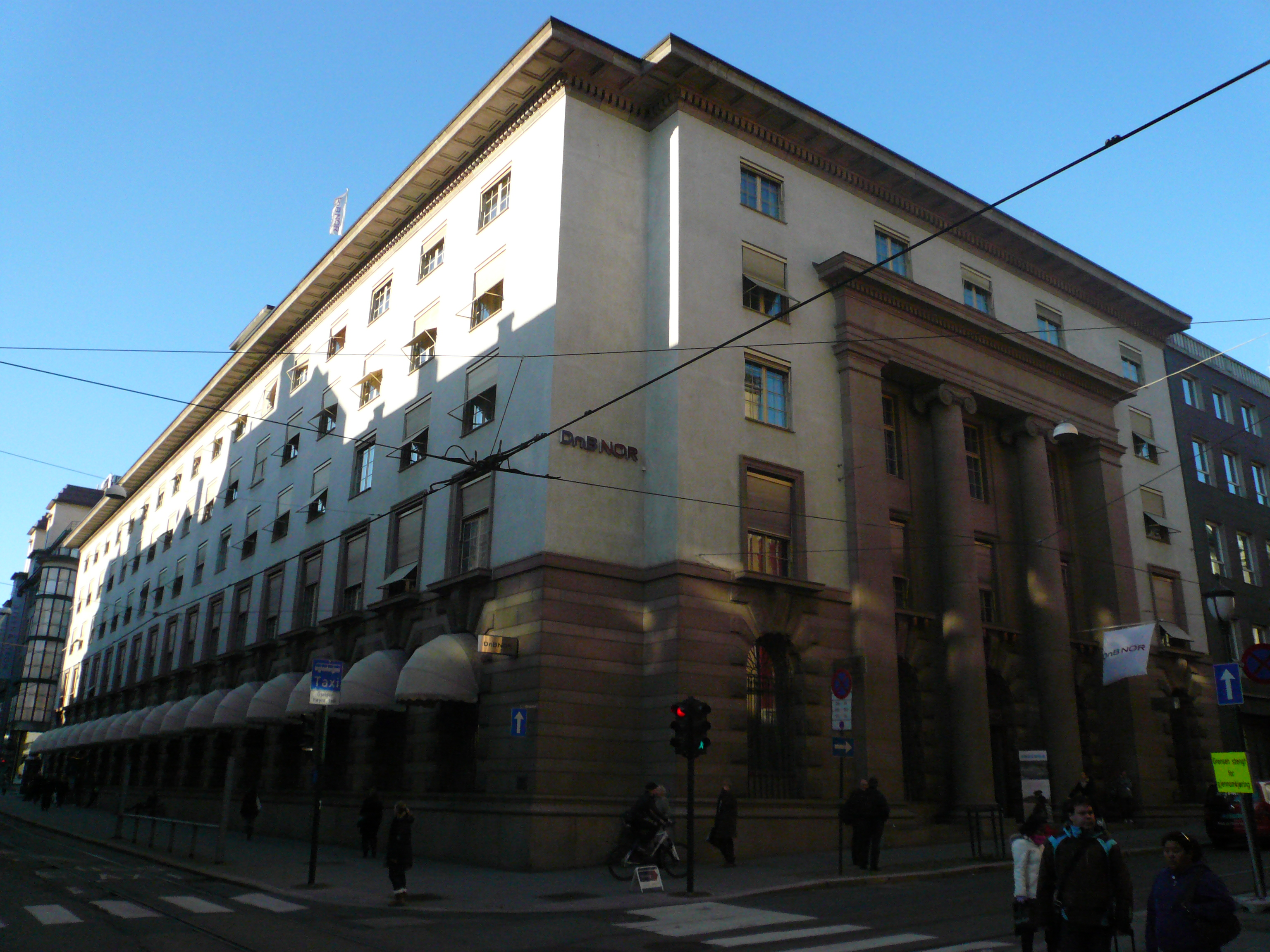
Central del Creditbank
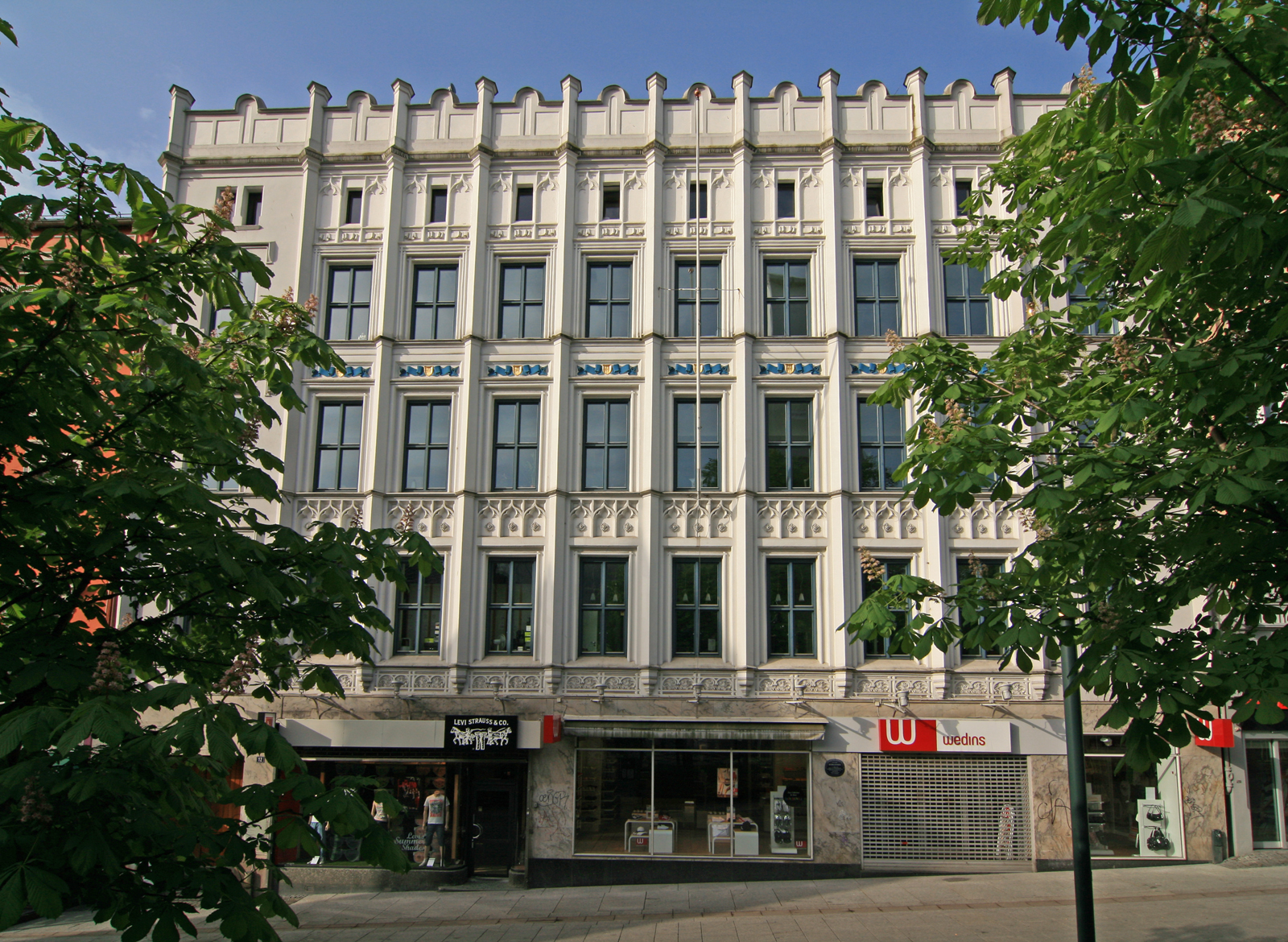
Hotel Gebäude, 1858

Wilhelm von Hanno era compatriota y uno de los socios del arquitecto Heinrich Ernst Schirmer. Schirmer y Hanno construyeron juntos la Iglesia de la Trinidad en Oslo (terminada alrededor de 1858), cuya construcción original fue iniciada por Alexis de Chateauneuf .Entre los años 1853 a 1864 se construyó la primera línea de ferrocarril de Noruega (Noregs statsbaner), entre Hovedbanen (1853 a 1854) y Kongsvingerbanen (terminado 1863). Ellos construyeron los edificios de estación, que tuvieron una gran influencia en la arquitectura de madera de las regiones rurales de Noruega. También hicieron una serie de edificios militares, así como la expansión de la fortaleza de Akershus (1858-1870). También diseñó con él, la cárcel del condado en Larvik, el edificio de la Kirkegata 24, la sede principal del Banco de Crédito de Noruega (Den norske Creditbank) y el proyecto para el edificio del Hotel Gebäude en Dronningens Gate, iniciado en 1860 y finalizado en 1913. Juntos proyectaron la Catedral de San Olaf de Oslo. Su edificio proyectado en el estilo neogótico del nuevo parlamento noruego, ganó el concurso de arquitectura, pero no fue finalmente construido, ya que los parlamentarios se decidieron por el diseño de Emil Victor Langlet. En 1864, se rompió la colaboración, ya que el proyecto de Hanno presentado a un concurso de arquitectura, para construir una iglesia Grønland , ganó.
Estaciones de ferrocarril

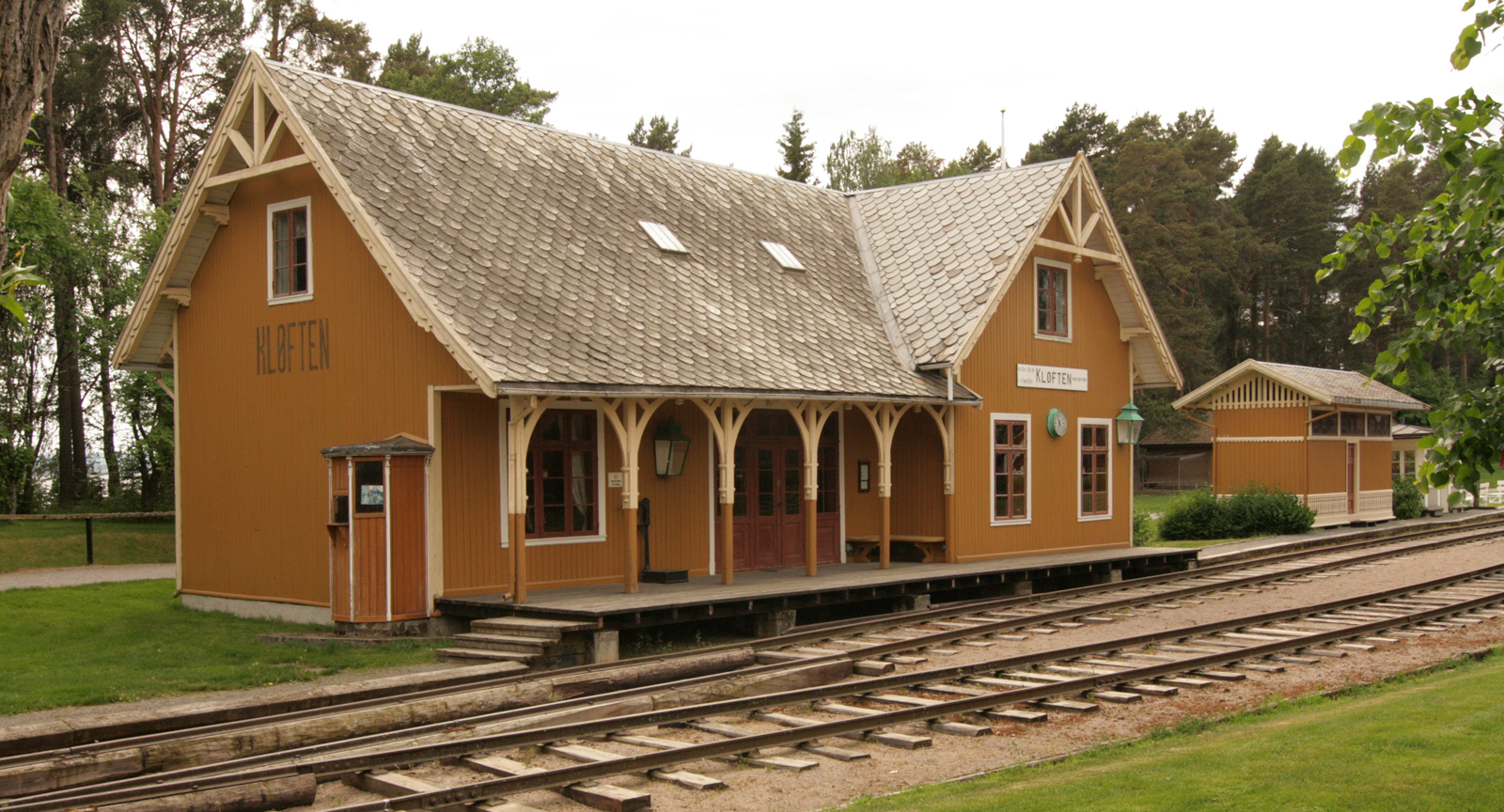
Estación de Kløften 60°04′29″N 11°08′21″E / 60.074775, 11.139278
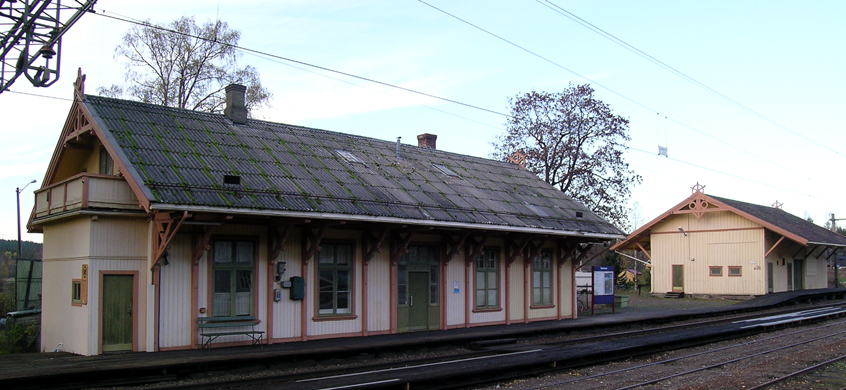
Estación de Seterstøa 60°10′16″N 11°34′02″E / 60.17111, 11.56722
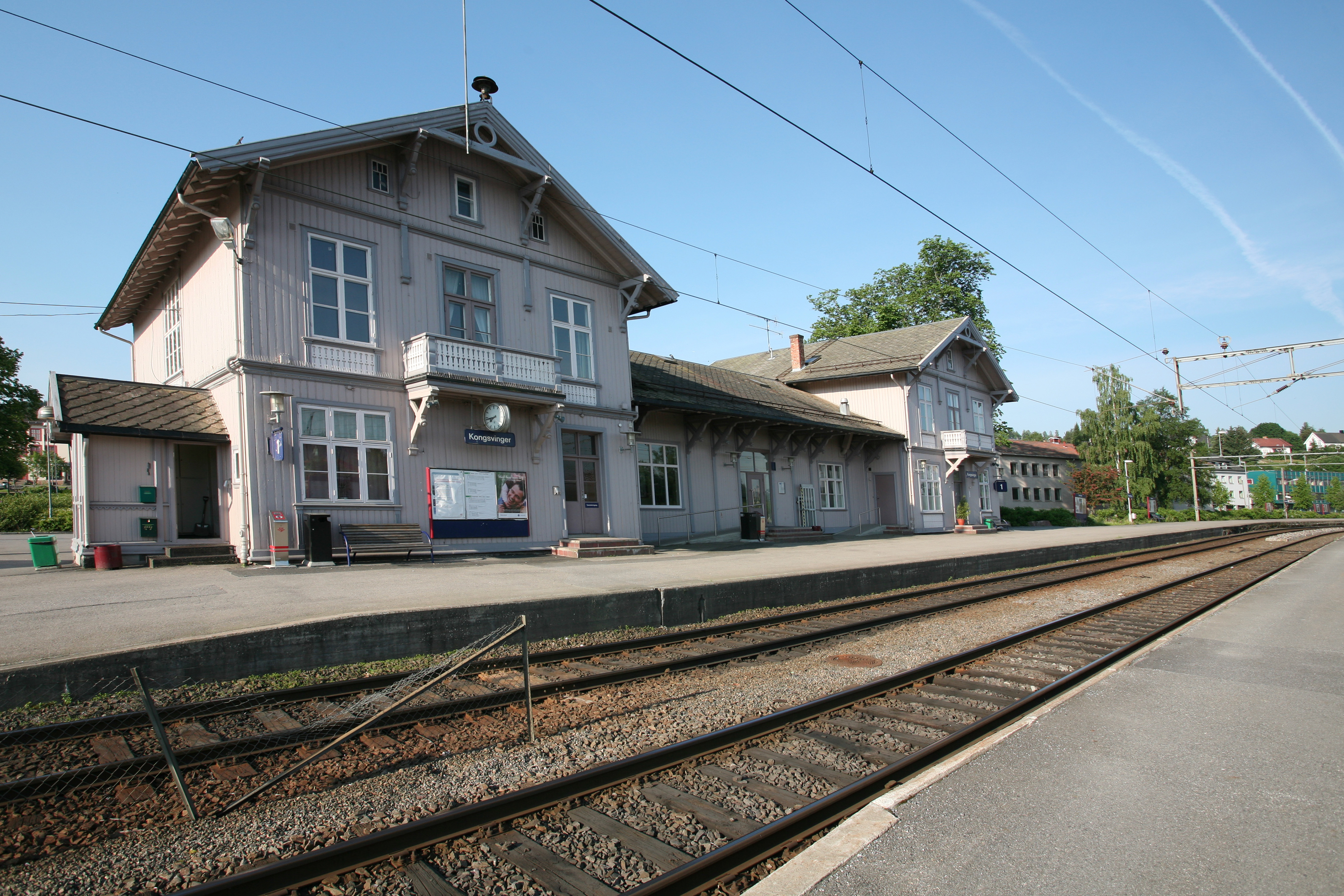
Estación de Kongsvinger 60°11′15″N 12°0′13″E / 60.18750, 12.00361

Edificios en la Fortaleza de Akershus

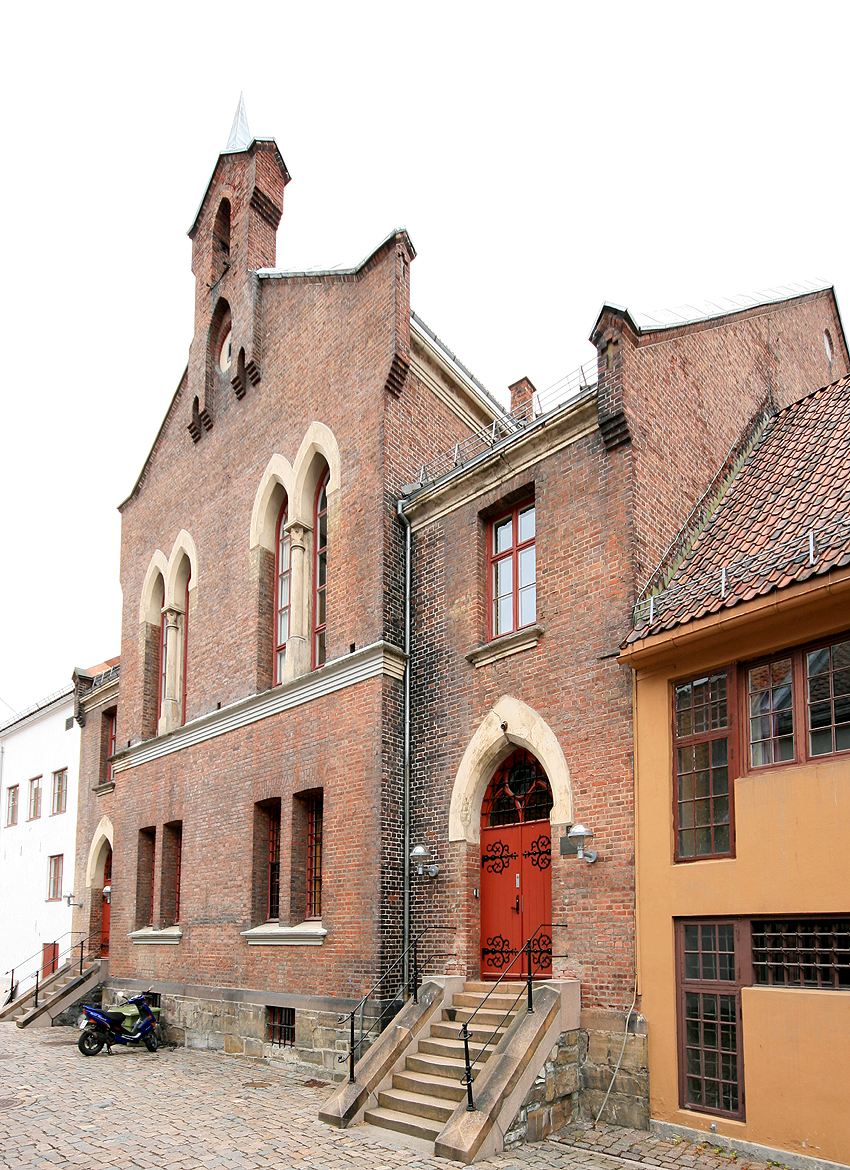
Iglesia (edificio 9)
 59°54′26″N 10°44′16″E / 59.90722, 10.73778
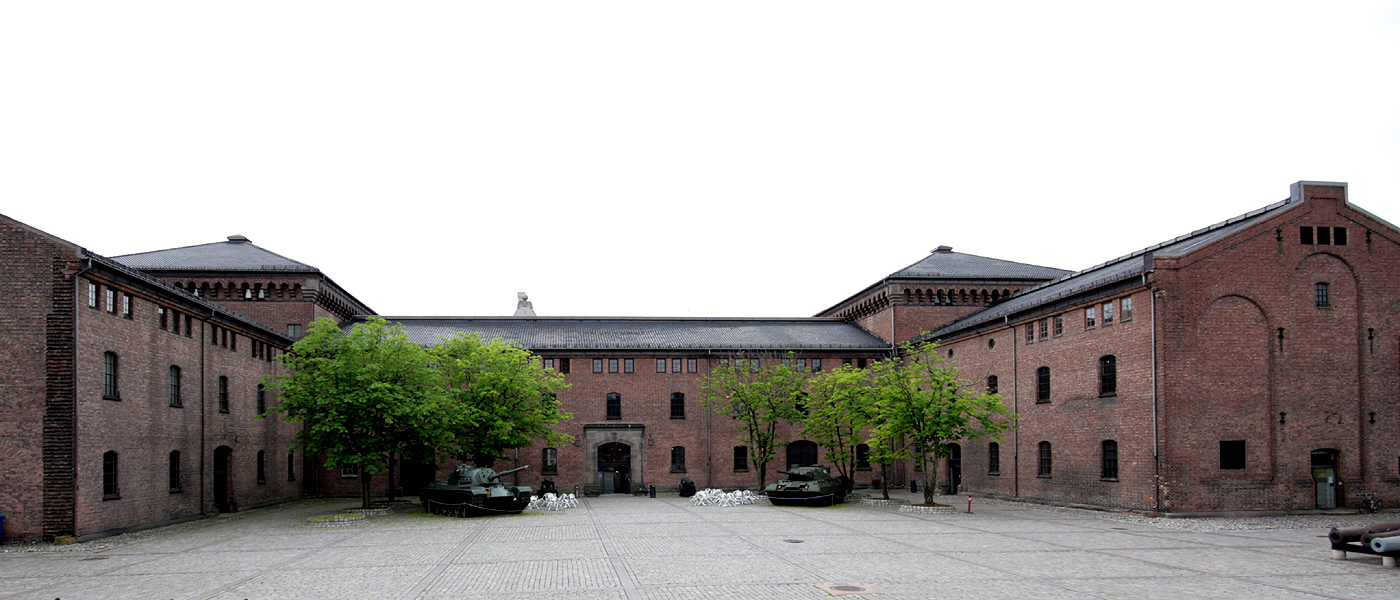
Edificio 65 Actual Museo del ejército
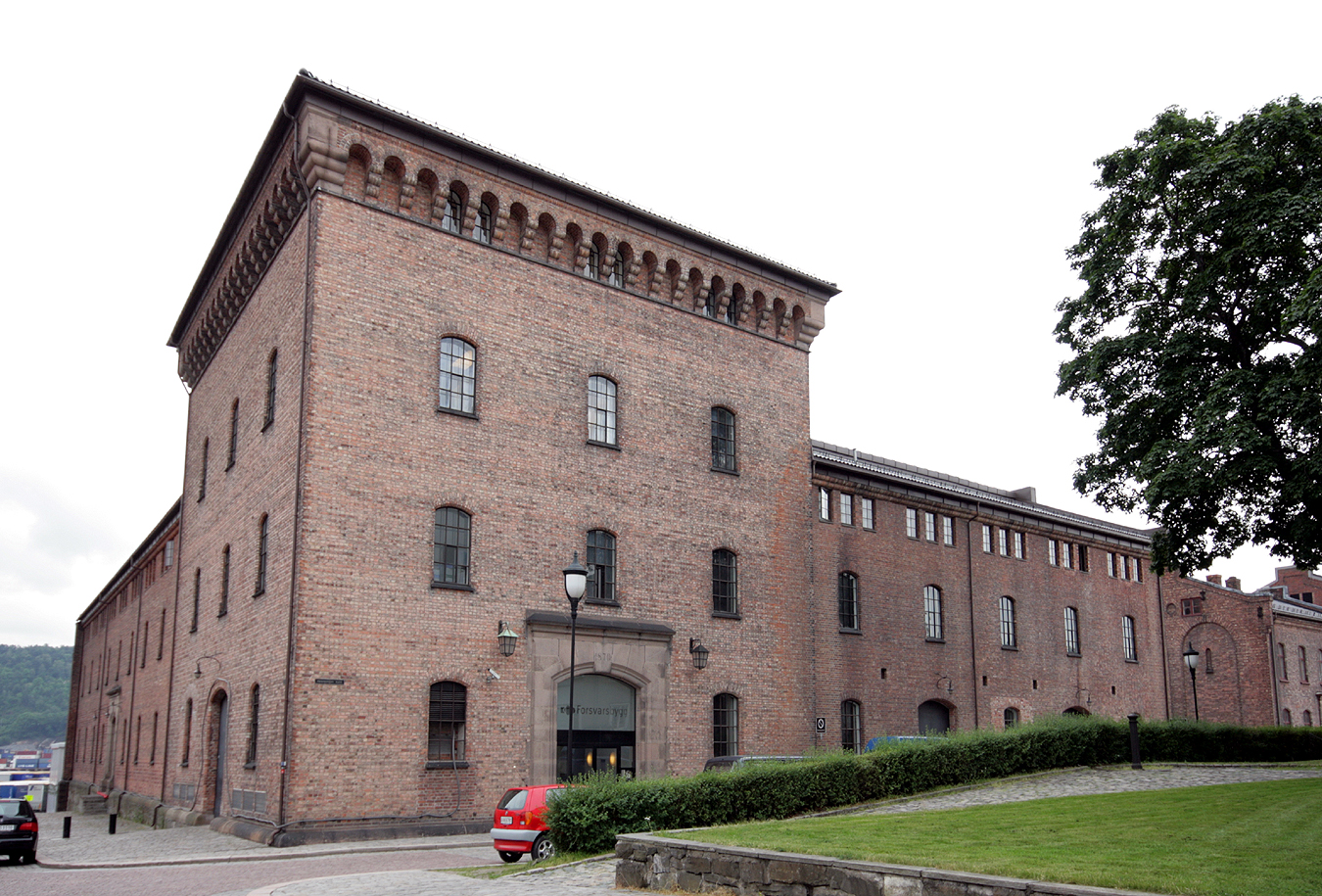
Edificio 65
 59°54′19″N 10°44′29″E / 59.90528, 10.74139
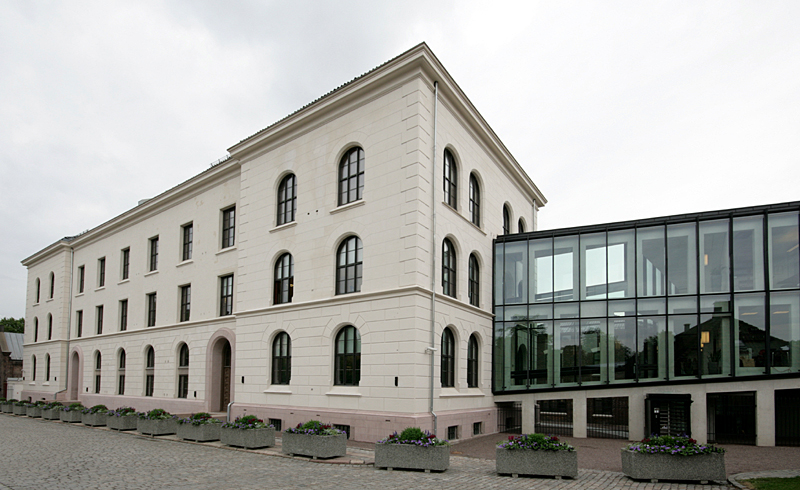
Edificio 49
 59°54′23″N 10°44′31″E / 59.90639, 10.74194

Obra pública y civil
- Prisión de Larvik 59°2′54″N 10°2′15″E / 59.04833, 10.03750
- Kirkegata 24 Oslo. 59°54′40″N 10°44′44″E / 59.91111, 10.74556
- Central del Creditbank 59°54′41″N 10°44′39″E / 59.91139, 10.74417
- Hotel Gebäude, 1858 59°54′42″N 10°44′46″O / 59.91167, -10.74611

## Vida familiar
Wilhelm von Hanno se casó en 1859 con Maria Theresia Pallenberg (1827-1898). Ellos fueron los abuelos del artista noruego Carl von Hanno.

## Otras obras
Después de 1864, continuó trabajando como arquitecto independiente. Algunas de sus obras son:

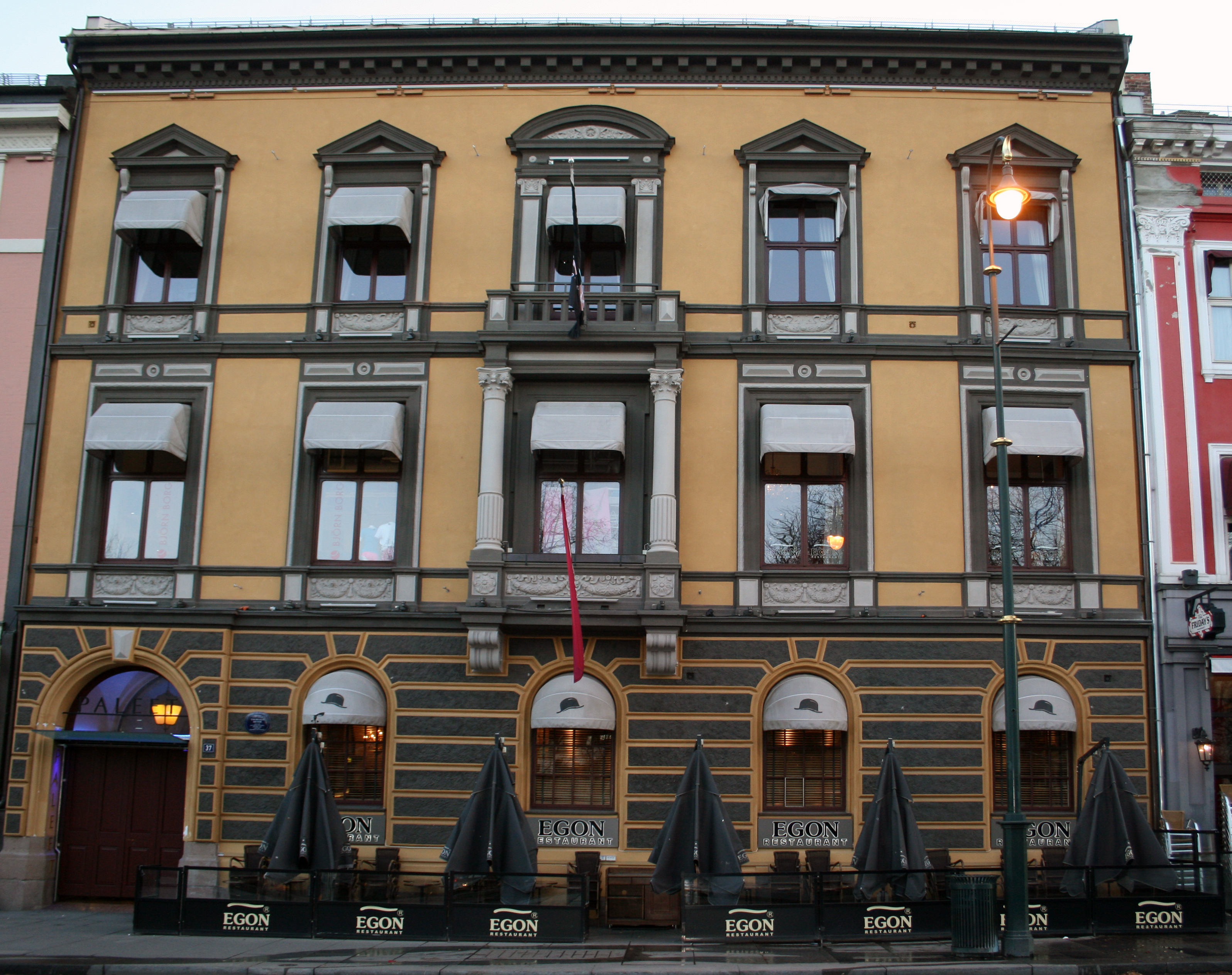
Edificio de Karl Johans gate 37, de 1867
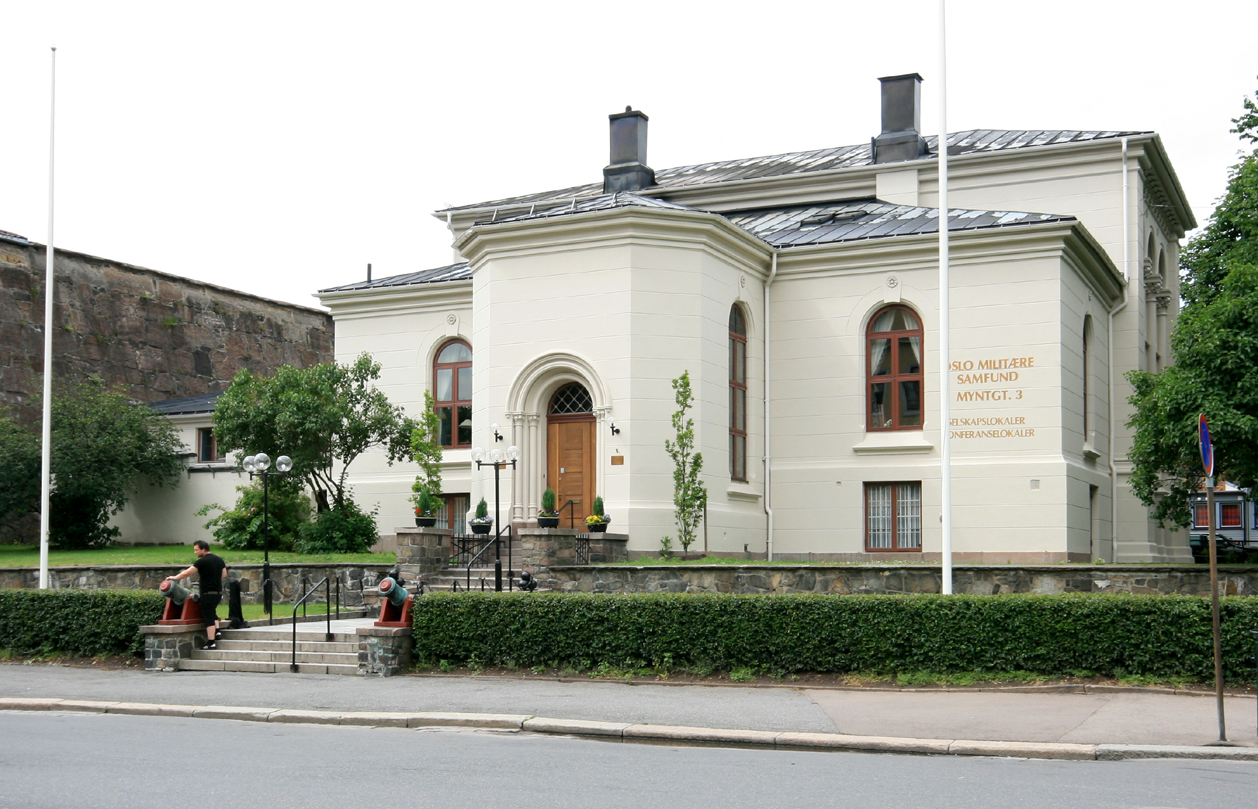
Comunidad Militar de Oslo, 1876
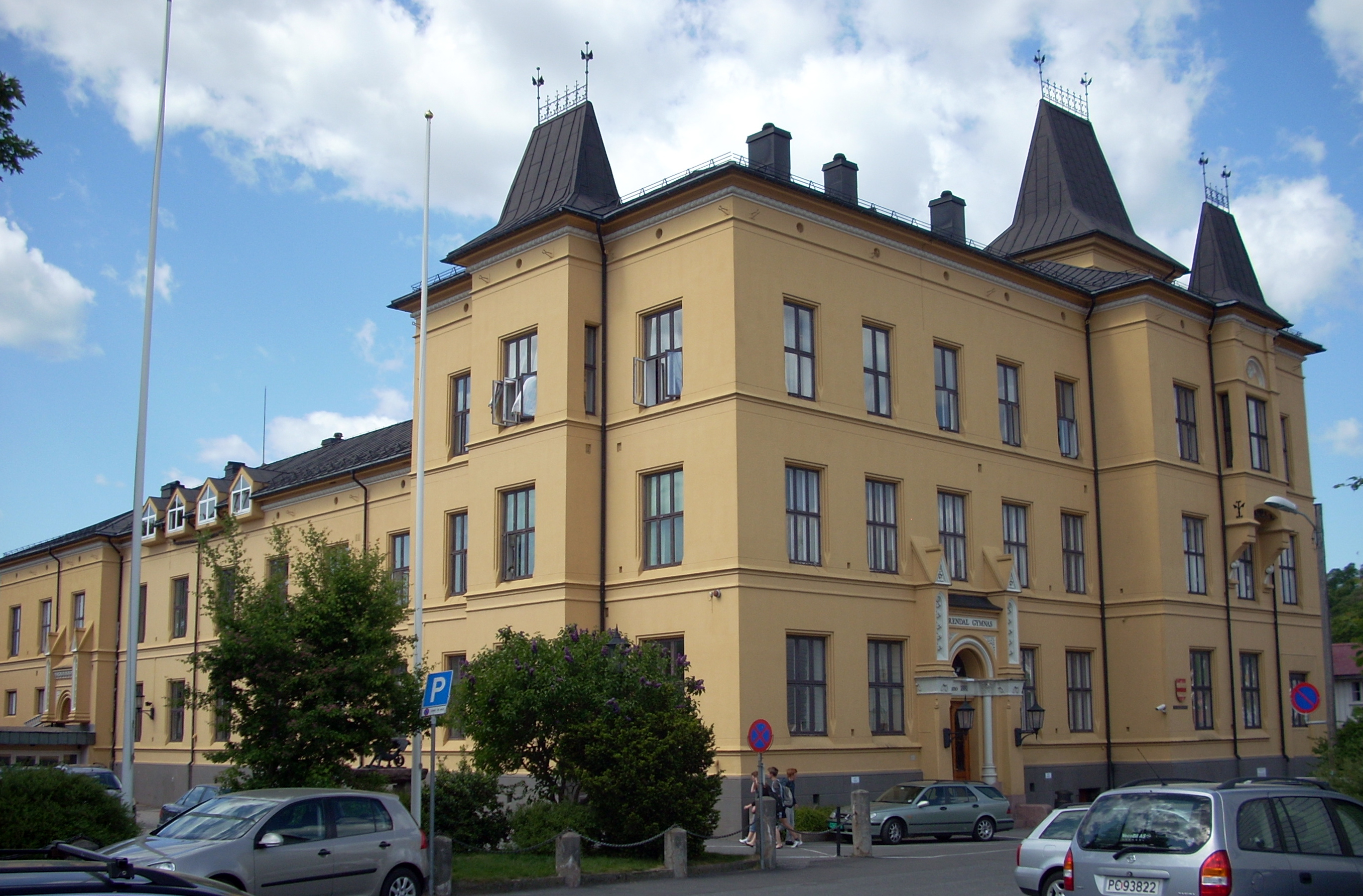
Centro docente Arendal, 1881